# Tajan (maison de vente)
Tajan est une maison de ventes aux enchères parisienne. Chaque année, elle organise une soixantaine de ventes cataloguées, au travers de quinze départements spécialisés : Tableaux et Dessins Anciens, Art Impressionniste et Moderne, Art Contemporain, Art Urbain, Haute Joaillerie, Horlogerie de Collection, Mobilier et Objets d’Art, Livres et Manuscrits, Univers de la Bande Dessinée, Mode et Maroquinerie de Luxe, Grands Vins et Spiritueux, Arts Décoratifs et Design, Arts d’Asie et d’Orient.
Depuis 1995, l’étude Tajan est installée au 37 rue des Mathurins, dans le 8ème arrondissement de Paris. Elle occupe les locaux d’une ancienne banque des années 1920, à l’architecture Art déco. La maison réalise la majorité de ses ventes dans ses propres locaux. Toutefois, elle organise parfois ses vacations dans d’autres lieux emblématiques, tels que l’Hôtel Drouot, le Four Seasons Hôtel George V, le Palais Galliera, ou le Palais d’Orsay.

## Histoire

### L'impulsion de Jacques Tajan
Les origines de la maison de ventes remontent à 1971, lorsque le jeune clerc Jacques Tajan (père du commissaire-priseur François Tajan) devint commissaire-priseur associé à l'étude Ader (aujourd'hui Ader-Nordmann). En 1973, l'étude prend le nom Ader-Picard-Tajan, en référence aux trois commissaires-priseurs associés : Rémi Ader, Jean-Louis Picard et Jacques Tajan.
Au début des années 1990, à la suite du départ de Jean-Louis Picard pour créer sa propre étude (la maison de ventes Piasa), l'étude devint Ader-Tajan. La désunion des deux confrères aux caractères affirmés ne tardera pas à s'immiscer : en 1994, Jacques Tajan se retrouve seul à la tête de l'étude, qu'il nomme dès lors Étude Jacques Tajan.
En 1995, François Tajan obtient son diplôme de commissaire-priseur et s'associe à l'étude de son père.
Durant plus de 6 ans, entre 1994 et 2001, Jacques Tajan va développer l’activité de la maison jusqu’à lui faire atteindre le sommet du classement français. Enchaînant les records, Tajan conservera son rang de première étude de France (en chiffre comme en volume d'affaires), jusqu’à l’intégration des entités britanniques (Christie’s et Sotheby’s) au marché français, puis le rachat de la maison par Bernard Arnault, au début des années 2000. 

### LVMH: L'aventure avortée
Après le rachat de Phillips, maison de ventes américaine alors troisième au classement mondial, le groupe LVMH se rapproche de l’Étude Tajan et l'acquiert en 2001, dans l'intention de fusionner les deux maisons de ventes. Dans un contexte financier tourmenté, la firme décide finalement de recentrer ses activités sur le marché du luxe, et se désengage de ses activités d'intermédiation en objets d'art entre 2002 et 2003.

### 2004: Rachat par Rodica Seward
Après la cession de Philips en 2002, Bernard Arnault cède la maison de ventes Tajan en 2003 à la femme d'affaires américaine d'origine roumaine, Rodica Seward.
En 2005, François Tajan quitte la société pour rejoindre la maison concurrente Artcurial, filiale du Groupe Dassault.

## Ventes emblématiques

### Vente des escaliers de la Tour Eiffel (1983)

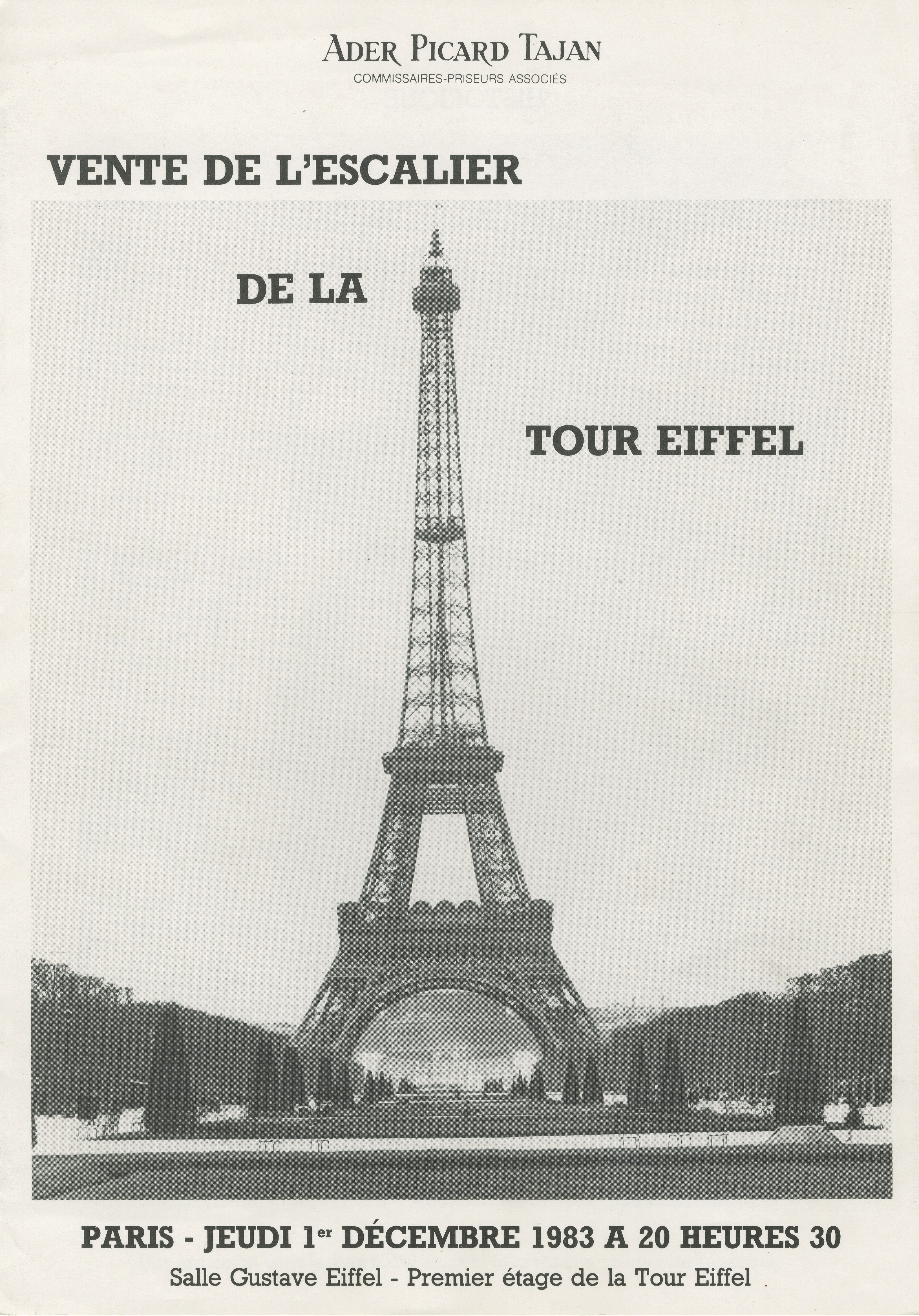
Catalogue de la vente de l'escalier de la Tour Eiffel, organisée le 1er décembre 1983.

Le 1er décembre 1983, Ader-Picard-Tajan organise la vente d'un escalier d'origine de la Tour Eiffel, divisé en 20 tronçons. Cet escalier avait été érigé lors de l'inauguration de la tour le 31 mars 1889, pour permettre à son créateur, Gustave Eiffel, de hisser le drapeau français en haut du monument.
La vente, orchestrée au premier étage de la Tour Eiffel, est un franc succès, et marque les esprits. Les tronçons d'escalier sont tous vendus, pour un résultat global de 1,8 million de francs. Aujourd'hui, l'un de ces fragments orne la Statue de la Liberté à New-York. Un autre fragment a été acheté par la société Walt Disney, et deux autres sont restés dans l'hexagone, acquis par le chanteur et présentateur Guy Béart. Aujourd'hui, ces tronçons réapparaissent régulièrement aux enchères, comme à l'Hôtel Drouot en 2015 ou chez Artcurial en 2016 (tronçon n°13) et en 2020 (tronçon n°17).

### Vente “Fondation Brigitte Bardot” (1987)
En juin 1987, l’étude Tajan dispersa aux enchères les biens personnels (bijoux, souvenirs de famille et souvenirs d’enfance) de Brigitte Bardot afin de récolter la somme nécessaire à la fondation de défense des animaux créée un an plus tôt par l'actrice, et qui porte son nom.

### Ventes de la Collection Roberto Polo (1988-1991-1993)
A l’issue de trois vacations organisées en 1988, 1991 et 1993, l’étude Tajan dispersa la collection de l’historien cubain Roberto Polo. Une partie des biens saisis dans l’appartement du collectionneur seront exposés, notamment un coffret à bijoux ayant appartenu à Marie-Antoinette, vendu 23 Millions de Francs à l’homme d'affaires français Jean-Marc Vernes.

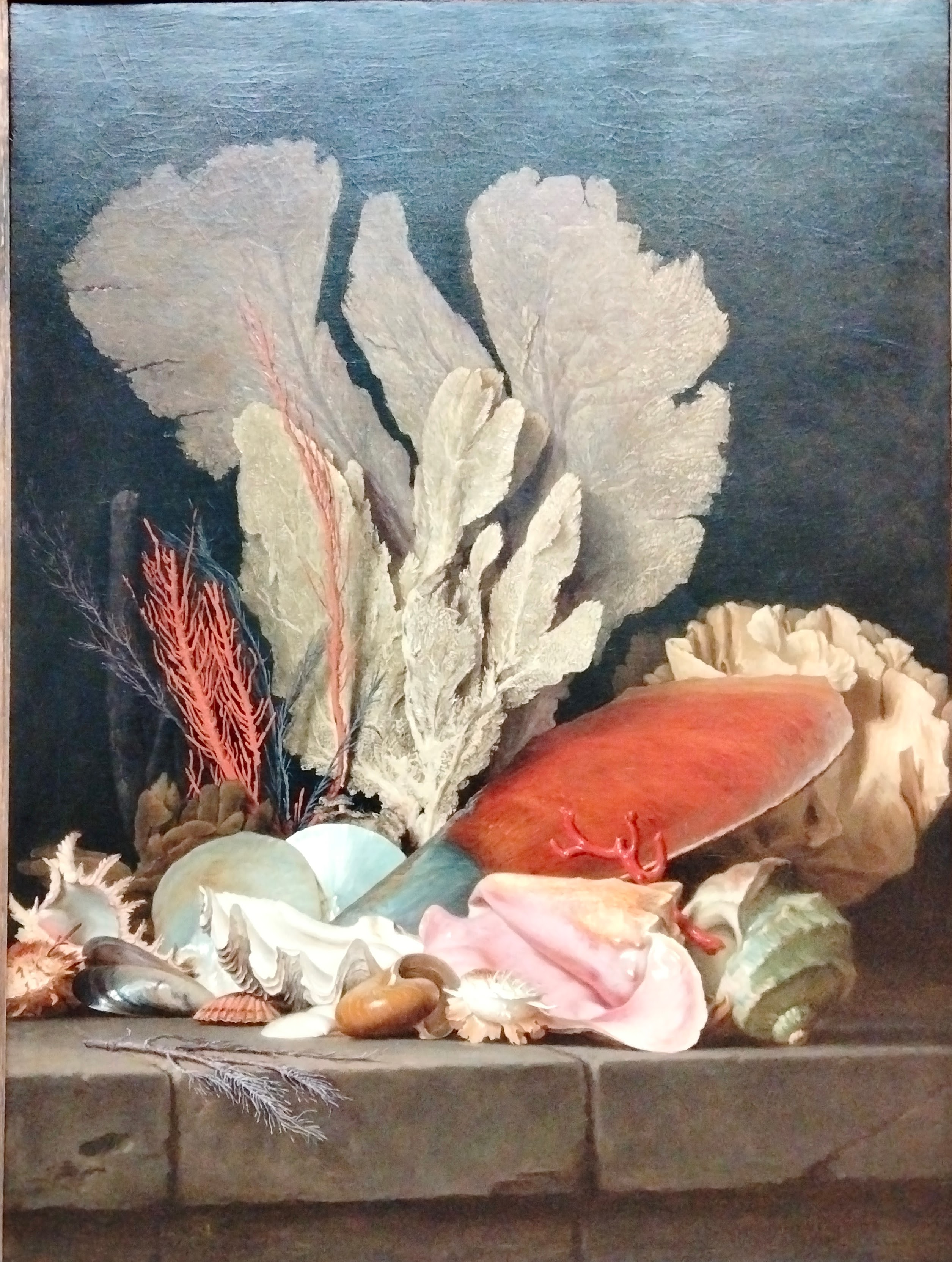
Anne Vallayer-Coster, Panaches de mer, lithophytes et coquilles. Vendu par Jacques Tajan en 1988, aujourd'hui dans les collections permanentes du Musée du Louvre.

### Vente de la collection du banquier Jean-Marc Vernes
Les 9 et 10 décembre 1996, Jacques Tajan dispersa la prestigieuse collection de l’amateur d’art et célèbre banquier Jean-Marc Vernes. Composée de 14 objets, la vente est organisée pour permettre à la famille de régler les nombreuses dettes accumulées par le banquier, décédé le 4 avril 1996, et acculé par divers revers financiers à la fin de sa carrière.
Parmi les œuvres prestigieuses présentées à la vente, on retrouve un tableau d’Edouard Vuillard, “Le Banquier”, intégré depuis 2010 aux collections du Musée d’Orsay (sous le titre “Le Bureau”), un nu de Kees van Dongen adjugé à 4,3 millions de francs, une marine d’Eugène Boudin, ainsi qu’une console Régence. Aussi commentées que convoitées, les deux pièces maîtresses de la vente, sont le tableau de Vincent van Gogh “Jardin à Auvers”, ainsi qu’un coffret à bijoux estampillé Martin Carlin pour la reine Marie-Antoinette d'Autriche.
Cette vente-événement rassembla plus de 700 personnes, parmi lesquelles des curieux, des figures publiques, des marchands d’art et des journalistes, tous réunis dans la grande salle de l'Hôtel George V, dans le quartier des Champs-Elysées.

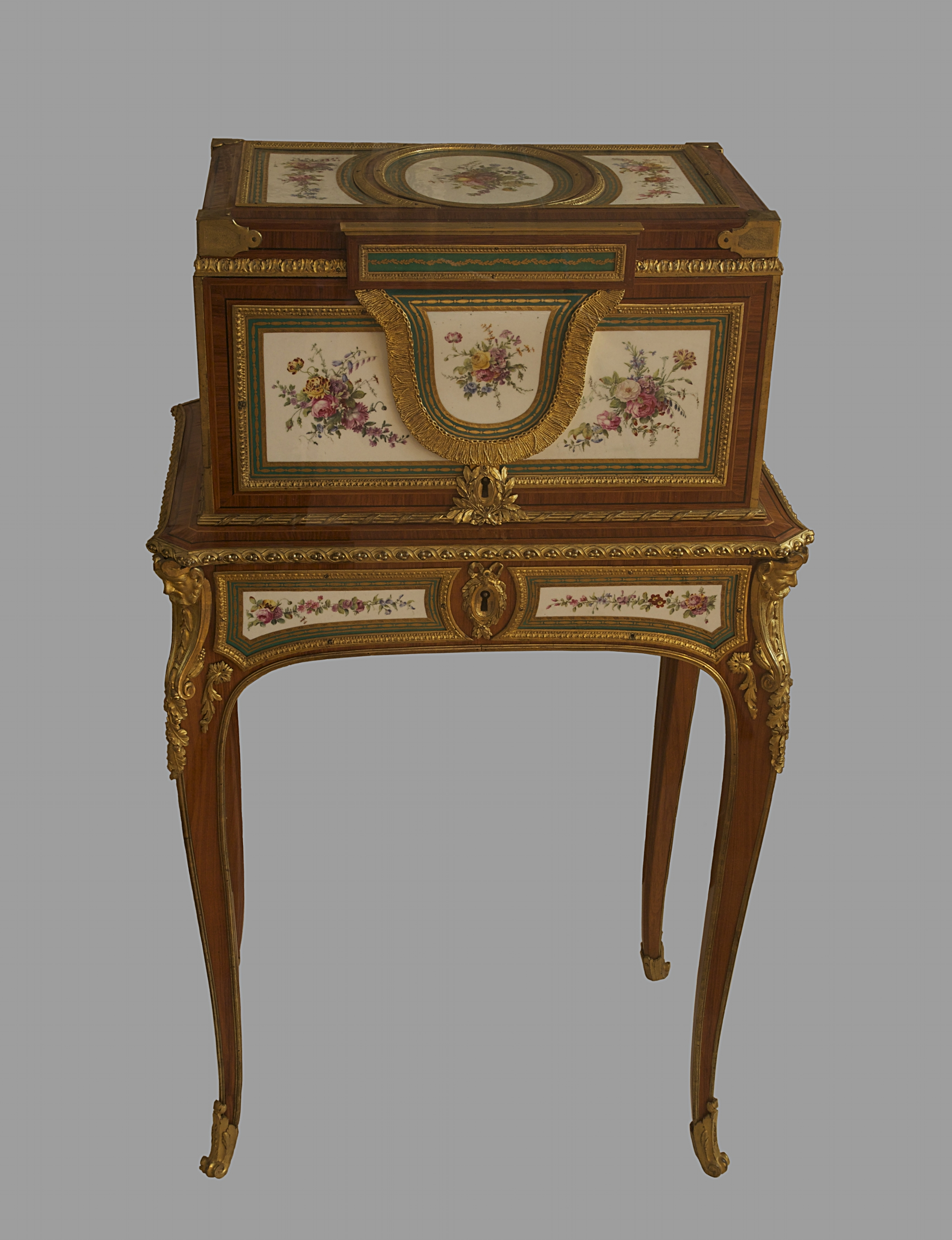
Martin Carlin, Coffret à bijoux réalisé pour Marie-Antoinette.
Vendu en 1991 par Jacques Tajan, aujourd'hui dans les collections du Château de Versailles.

#### Vente du coffret à bijoux de Marie-Antoinette
Durant ces vacations, Jacques Tajan proposa à la vente un petit meuble d'ébénisterie d’une exceptionnelle qualité, estampillé du célèbre artisan Martin Carlin. Il s’agit d’un coffret à bijoux sur pieds, décoré de 13 plaques en porcelaine tendre de Sèvres, offert à la Dauphine Marie-Antoinette en cadeau de noces par le roi Louis XV.
Cet objet emblématique, symbole du faste immodéré de la royauté française, sera racheté par l’un des héritiers de Jean-Marc Vernes pour près de 14 millions de francs, souhaitant éviter à tout prix sa sortie du territoire français. Le coffret rejoint les collections du Château de Versailles l’année suivante, grâce à l’intermédiation de plusieurs grands mécènes. 

#### Polémique autour du tableauJardin à Auversde Van Gogh
Le 9 décembre 1996, Jacques Tajan propose à la vente une toile emblématique signée Vincent van Gogh, réalisée à Auvers-sur-Oise, durant les derniers jours chaotiques de la vie du peintre. La vente se soldera par un échec, le tableau ne trouvant pas preneur. Pour cause, de nombreuses polémiques ayant émaillé le parcours de l'œuvre.

##### Une œuvre classée Monument Historique
Par le passé, ce tableau avait déjà alimenté diverses intrigues : en 1989, il est classé au titre des Monuments Historiques par Jack Lang, alors Ministre de la Culture. Ce classement interdit au propriétaire de l'œuvre de le vendre à l’étranger ou de lui faire franchir les frontières nationales sans autorisation préalable.
Jean-Jacques Walter, propriétaire du tableau au moment de son classement, estime avoir été désavantagé par cette décision. La valeur de l'œuvre en était sensiblement réduite, ne pouvant plus être proposée sur le marché international, aux collectionneurs les plus fortunés. De ces évènements résultent la célèbre jurisprudence Walter du 20 février 1996, dans laquelle le Conseil d'État a jugé que le classement d'une œuvre comme monument historique peut effectivement entraîner une limitation des droits de son propriétaire, préjudice ouvrant droit à réparation.

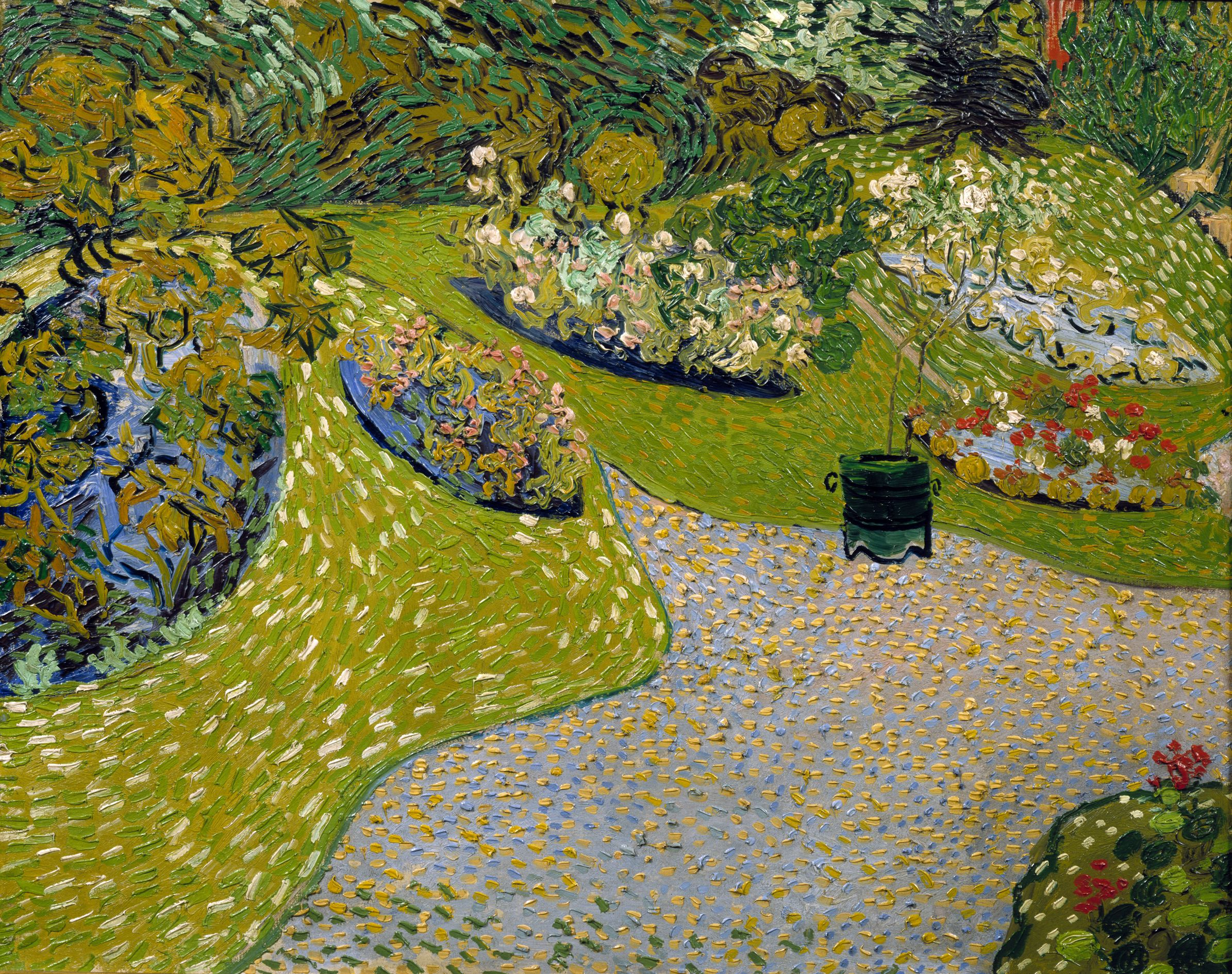
Van Gogh - Jardin à Auvers, 1890

Dans cette affaire, l’Etat français sera condamné à indemniser les héritiers Walter à hauteur de 145 millions de francs, l’équivalent de deux ans de budget d'acquisition des Musées Nationaux.

##### Une authenticité remise en question
Malgré la certification d’authenticité du tableau par le Musée Van-Gogh d’Amsterdam et de nombreux spécialistes de l’artiste (comme Louis Van Tillborgh ou Sjraar Van Heugten), le tableau va rapidement faire les gros titres. Pour cause, plusieurs journalistes du marché de l’art, dubitatifs quant au style et aux couleurs employés dans le tableau, jugé atypique dans l'œuvre de l’artiste, vont rédiger des notes et des commentaires de presse étayés pour discréditer l’attribution de la toile.
Le nom d'Émile Schuffenecker, peintre post-impressionniste anarchiste et sans véritable style personnel, sera évoqué comme contre-attribution, au fil d’articles à charge dans Le Canard Enchaîné et Le Figaro. En effet, l’artiste a régulièrement été soupçonné d’avoir réalisé des faux, et les journalistes sont parvenus à démontrer que l'œuvre était passée entre les mains d’Amédée Schuffenecker, marchand d’art et frère du potentiel faussaire.
Finalement, après diverses analyses en laboratoire et une réhabilitation de l’historique de l'œuvre réalisée par Anne Distel, alors conservateur en chef au Musée d’Orsay, les doutes émis par les détracteurs du tableau seront définitivement écartés. La justice française interviendra pour confirmer cette paternité, dans une décision de la Cour d’appel de Paris du 7 mai 2001.  
Profondément affecté par la rumeur, ce tableau, qui aurait pu atteindre des sommets, restera l’un des plus diffamés de Vincent van Gogh et de l’histoire des ventes aux enchères parisiennes. L’intervention de l’Etat, jugée abusive par certains, et les querelles d’attributions fragiliseront grandement le marché de l’art français. Aujourd’hui, ce tableau est toujours conservé dans une collection particulière, auprès des héritiers de la famille Vernes. Il est régulièrement présenté dans le cadre d’expositions autour de Van Gogh, comme au Musée Van-Gogh d’Amsterdam en 2023, ou au Musée d’Orsay en 2024, à l’occasion de l’exposition “Van Gogh à Auvers-sur-Oise, les derniers mois”.

### Vente du Mobilier de l’Hôtel George V (1997)
En 1997, Tajan organise la vente de 10 000 pièces de mobilier, orfèvrerie, vaisselle et matériel professionnel de l’Hôtel George-V, devenu le Four Seasons à la suite de son rachat par un neveu du roi Fahd d’Arabie Saoudite. Cette vente titanesque, divisée en 21 vacations, totalisera près de 21 Millions de francs.

### Vente de la collection Barbie Joaillerie (2003)
En décembre 2003, Tajan orchestre la vente d’une collection de 18 Poupées Barbie sous l’égide d’Adriana Karembeu. Habillées par de célèbres couturiers et joailliers européens tels que Boucheron, Bulgari ou Mauboussin, les bénéfices issus de la vente de ces jouets seront intégralement reversés au profit de la Croix Rouge Française.

### Vente des effets personnels de François Mitterrand (2008[43])

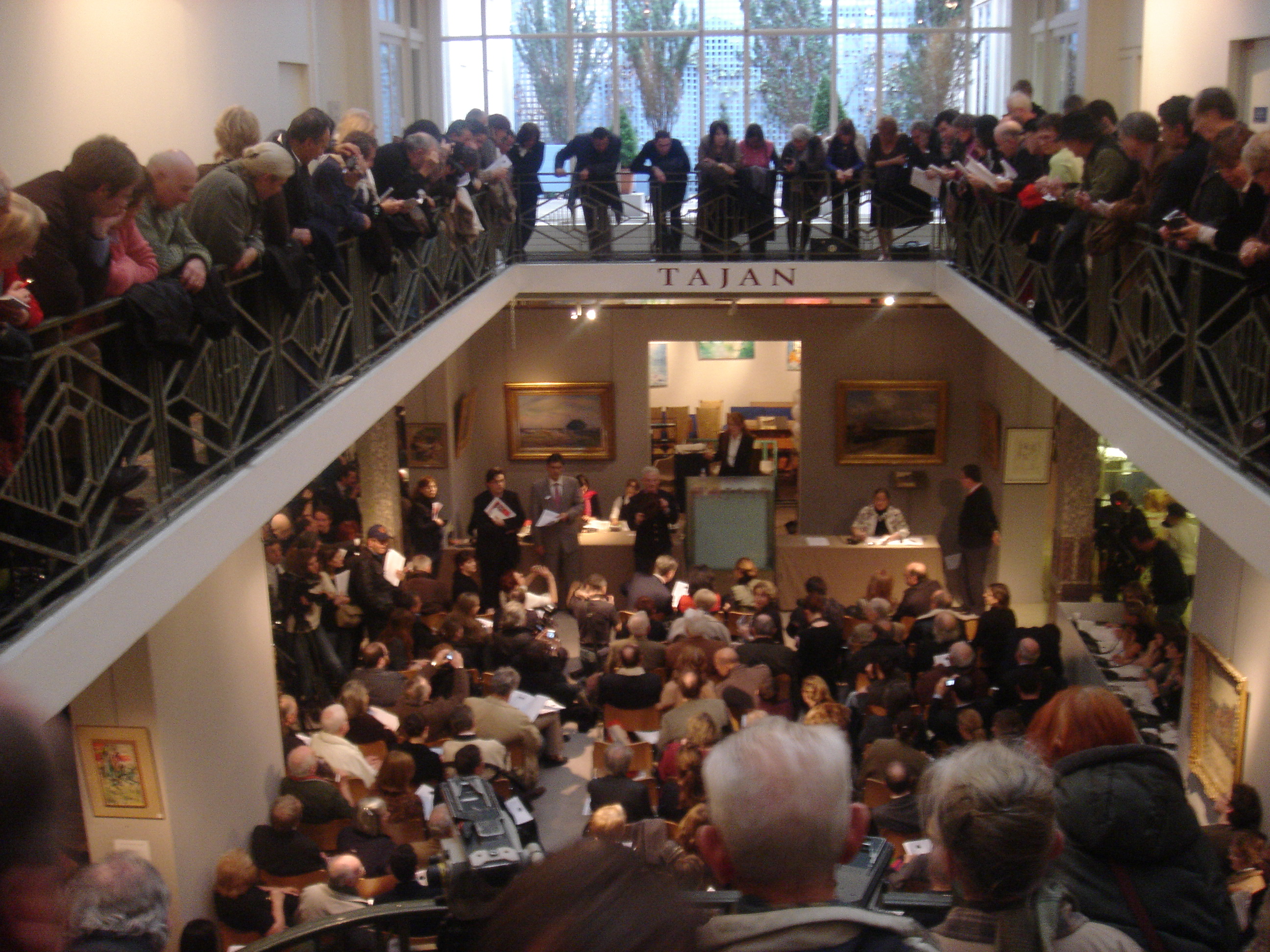
Salle comble lors de la vente aux enchères des effets personnels de François Mitterrand, le 29 janvier 2008.

Le 29 janvier 2008, l’étude Tajan organise la vente aux enchères de plusieurs centaines d’objets, accessoires, vêtements et autres effets personnels ayant appartenu à l'ancien Président de la République Française François Mitterrand, mort 12 ans auparavant, le 8 janvier 1996.
Cette vente caritative rapportera 150 000€ à la fondation France Liberté fondée par Danielle Mitterrand, veuve du Président. Différents objets emblématiques de sa carrière publique seront proposés, dont sa robe d’avocat, son chapeau, sa boîte à cigares, un attaché-case offert par le dirigeant cubain Fidel Castro, ainsi qu’une multitude d’autres cadeaux offerts au couple Mitterrand par des personnalités publiques (Salvador Allende, Barbara Bush…) ou des industriels du luxe (Lalique, Daum, Dior, Hermès…).
Dans une salle comble, la totalité des lots sont vendus : parmi les enchérisseurs notables, le Parti Socialiste, à la demande de François Hollande, se porte acquéreur du célèbre chapeau de François Mitterrand. L’ancien avocat Karim Achoui s’offre la robe d’avocat du Président, et l’acteur et réalisateur Alain Chabat remporte quant à lui une chapka et une boîte à cigare gravée au nom de François Mitterrand.

### Vente “Régine, Mode et Petits Papiers” (2012)
En février 2012, l’étude Tajan organise la vente aux enchères de plusieurs biens personnels de l’actrice et chanteuse Régine, dont une partie de sa garde-robe particulière (bijoux, chaussures, sacs, robes et manteaux) et certains de ses souvenirs symboles des nuits parisiennes. Une partie des fonds récoltés lors de cette vente (41000€) sera reversée au profit de l’association fondée par l’actrice : Habitat et Soins, qui œuvre contre la précarité.